# Niccolò Paganini
Niccolò (nebo Nicolò) Paganini (27. října 1782 Janov – 27. května 1840 Nice) byl italský houslista, kytarista a hudební skladatel. Díky svému neobyčejnému hudebnímu talentu je mnohými považován za největšího houslového virtuosa, který kdy žil.

## Život
Narodil se v Janově jako třetí z šesti dětí. Jeho otec Antonio byl pomocný dělník v docích, matka Teresa uměla dobře zpívat. Otec si přivydělával jako hráč na mandolinu. Mladý Niccolò se učil houslové hře již od útlého mládí pod vedením svého otce. Ten byl na syna velice přísný: Niccolò musel denně cvičit až sedm hodin, když si občas jeho otec myslel, že necvičí dost pilně, přikročil k fyzickým trestům nebo mu ten den nedal najíst. Když bylo Niccolovi pět let, začal se ještě učit hrát na kytaru. Absolvoval také asi 30 lekcí u houslisty Giacoma Costy, jenž byl vedoucím divadelního orchestru v Janově. Učil se kompozici u skladatele Francesca Gnecca. V devíti letech měl první veřejné vystoupení v janovském Velkém divadle. Od té doby pravidelně koncertoval a jeho hra vyvolávala obdiv známých hudebních osobností jako byli Rodolphe Kreutzer nebo Alessandro Rolla. V sedmnácti letech zvládl obtížné skladby, které pro housle psali Corelli, Tartini, Pugnani nebo Viotti. Z jeho hry navíc vyzařovalo podmanivé kouzlo a v kombinaci s atraktivním zjevem působila jeho vystoupení až démonicky, což mu přinášelo obdiv posluchačů. Přestože dostával vysoké honoráře za svá vystoupení, kvůli hraní hazardních her se velice zadlužil; přesto ale část peněz posílal svým rodičům do Janova. Prohrál dokonce i své housle, z čehož se ale poučil a s hazardními hrami pak úplně přestal. Jeho přítel mu na koncert půjčil své housle od Bartolomeo Giuseppe Guarneriho (známého také jako del Gesù) a po koncertě byl natolik okouzlen jeho hrou, že mu nástroj věnoval; tyto housle („Cannone Guarnerius“) si Paganini velice oblíbil.
V roce 1801, ve věku 19 let, koncertní činnost přerušil a nějakou dobu se věnoval zemědělství a studiu hry na kytaru. Z této doby se nedochovaly věrohodné dokumenty o jeho činnosti.
V roce 1804 se objevil na hudebním festivalu v toskánské Lucce, kde měl veliké úspěchy. Po skončení festivalu se rozhodl, že nepojede zpátky do Janova, ale že zde zůstane. Stal se dvorním houslistou u dvora vévody Felice Baciocchiho, který byl zaníceným amatérským houslistou. Paganini byl velkým oblíbencem jeho manželky kněžny Elisy, Napoleonovy sestry. V roce 1807 se společně se dvorem přemístil do Florencie, kde setrval až do roku 1809, kdy se rozhodl pro kariéru nezávislého umělce. V tomto období Niccolo zkomponoval mnoho vlastních skladeb, například 24 Capriccií pro sólové housle, skladbu nazvanou Sonáta Napoleon či několik sonát pro housle a kytaru.
Na živobytí si vydělával četnými koncerty po celé Itálii. Velké úspěchy slavil v Miláně, Janově, Římě, Turině, Neapoli, Palermu, V roce 1814 se seznámil s hudebním skladatelem Gioachinem Rossinim, se kterým uzavřel přátelství, a na některé Rossiniho skladby složil variace. V roce 1816 složil v Benátkách během dlouhodobého pobytu Houslový koncert č. 1 D dur op. 6. V roce 1817 během pobytu v Římě obdržel pozvání od kancléře Metternicha do Vídně, ale kvůli dlouhodobému onemocnění nemohl Itálii opustit. Vydělával koncertováním velké peníze, ale dokázal je rozházet s krásnými ženami nebo v herně.
V letech 1822 až 1823 trpěl hlubokou depresí, která byla způsobena tím, že se dozvěděl, že je nakažen obávanou pohlavní chorobou – syfilidou. Změnil se podstatně i jeho vzhled – hlubokými vráskami a sinalou pletí se stal dokonce odpudivým.
V letech 1824–1828 Paganini žil se zpěvačkou Antonií Bianchiovou. V roce 1825 se jim narodil syn Achille. S matkou svého syna se však nikdy neoženil. Po čase se dohodli na rozchodu a Paganini získal syna do své péče. V roce 1827 se po koncertech v Neapoli vrátil do Říma, kde mu papež Lev XII. propůjčil Řád zlaté ostruhy.
Od roku 1828 začal koncertovat i mimo Itálii. Prvním zahraničním cílem byla Vídeň na pozvání císaře Františka I. Publiku se představil na koncertě 29. března 1828 v hradním sále a jeho způsob hry okamžitě vzbudil senzaci. Do konce července absolvoval celkem 14 koncertů, které byly nadšeně přijaty posluchači i odbornou kritikou. Hrál téměř výhradně vlastní skladby, konkrétně Houslový koncert h moll, Fantasii Mojžíš, Variace Rej čarodějnic a Nel cor piú no mi sento. Císař jmenoval Paganiniho dvorním komorním virtuosem a dal na jeho počest razit pamětní medaili. Pobyt ve Vídni byl ukončen pro onemocnění, které si Paganini jel léčit do Karlových Varů, kde také uspořádal dva koncerty. Tam jej však postihl zánět okostice. V říjnu 1828 přijel do Prahy, kde mu operovali dolní čelist. Kvůli nepříznivému zdravotnímu stavu Paganiniho se první koncert mohl uskutečnit až začátkem prosince. Celkem vystoupil v Praze šestkrát, ale byl přijat vlažně a koncerty nebyly vyprodané.
V lednu 1829 pokračoval na zahraničním turné. Během dvou let absolvoval asi 100 koncertů ve 40 různých městech v Německu a Polsku. Dokončil Houslový koncert č. 4 d moll, po němž následovaly variace na anglickou hymnu God Save the King a Benátský karneval. Navštívil potom Francii, Anglii a Skotsko. Paganini také obchodně využíval své pověsti i svého zjevu – na koncerty jezdil v černém kočáře, který byl tažen čtyřmi vraníky, byl vždy černě oblečen, při hře měl specifický postoj a zvláštní držení houslí. Během pobytu v Anglii se Paganini zamiloval do Charloty Watsonové a hodlal se s ní v Paříži oženit. Jeho úmysly však překazil Charlotin otec, který navíc vyvolal skandál, a Paganini se musel bránit útokům tisku. Díky četným koncertům se stal velice zámožným a měl cennou sbírku houslí od věhlasných mistrů houslařů – vlastnil mimo jiné housle od Antonia Stradivariho, Niccoly Amatiho a Giuseppa Guarneriho del Gesù.

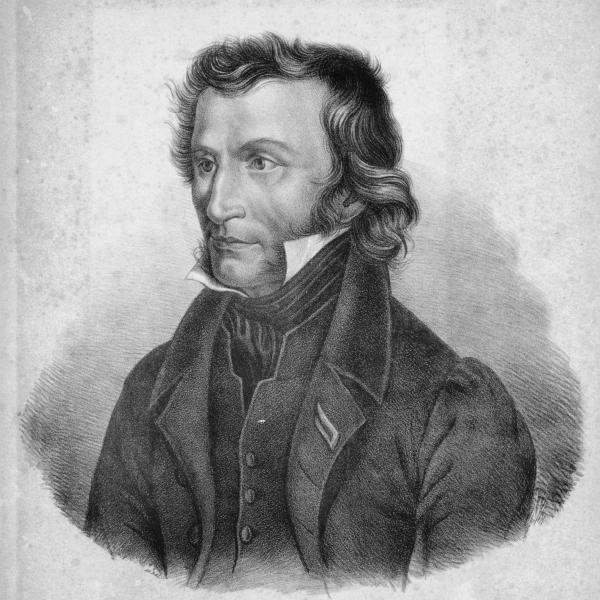
Niccolò Paganini

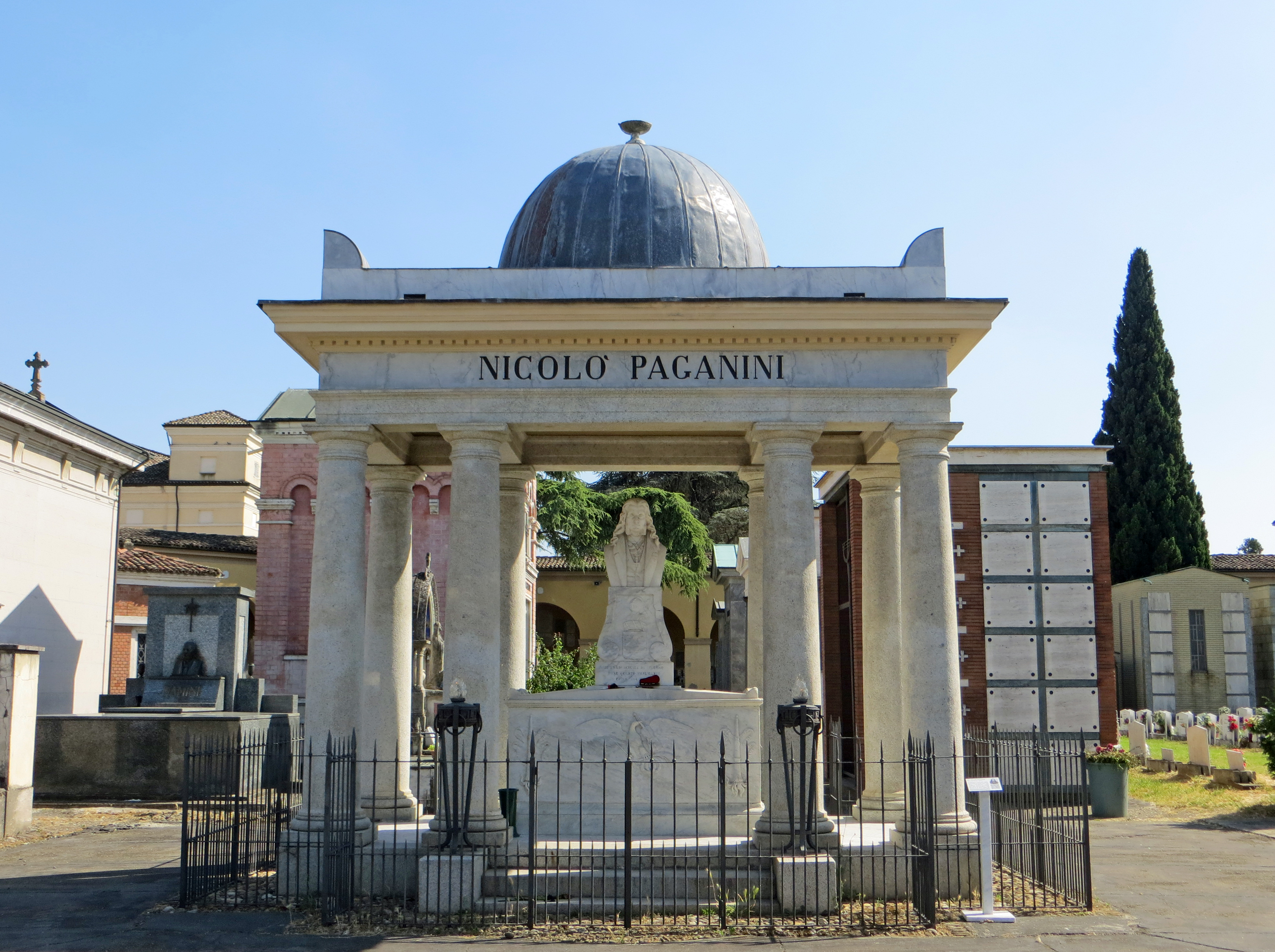
Paganiniho hrobka v Parmě

V roce 1834 se Paganini vrátil do Itálie, protože jeho zdravotní stav se neustále zhoršoval. Koupil velkou vilu Gaione poblíž Parmy se záměrem trávit zde odpočinkové doby mezi jedním koncertními turné. Přes všechny zdravotní problémy se ale až do své smrti věnoval intenzivní hudební činnosti. V té době vznikly dvě kompozice pro housle s orchestrem, sonáta La Primavera a Balleto Campestre. V roce 1837 sehrál několik koncertů v Nice a Marseille. V Paříži neúspěšně investoval do projektu kasina, od kterého si sliboval vysoké zisky.
Paganini zemřel v roce 1840 v Nice v průběhu ozdravného pobytu. Biskup z Nice zakázal, aby byl pohřben v posvěcené zemi kvůli jeho pověsti heretika. Jeho tělo bylo poté nabalzamováno a uloženo ve sklepě domu, kde zemřel. Po různých přesunech byl v roce 1853 pohřben na hřbitově v Gaione a teprve v roce 1896 byl uložen v hrobce na hřbitově Villetta v Parmě.

### Nemoci
Paganiniho celý život sužovaly rozličné nemoci, zvláště priapismus; podle dnešních výzkumů také trpěl Marfanovým syndromem (genetické onemocnění pojivové tkáně), čímž se dá vysvětlit jeho nezvyklý zjev, dlouhé prsty a mimořádná roztažitelnost rukou. Později se také nakazil syfilidou a na její následky zemřel. V té době se tato nemoc ještě léčila pomocí rtuti, která sice chorobu částečně omezuje, ale je toxická a má řadu nežádoucích vedlejších účinků. Ke konci života též trpěl tuberkulózou hrtanu, což mu velice ztěžovalo mluvení a také ohluchl. Jako prostředník při dorozumívání s ostatními lidmi působil syn Achille, který ho provázel až do konce života.

### Historky
O Paganinim se traduje mnoho historek, dnes ale nelze zjistit, jestli stojí na skutečných základech. Na jednom koncertě prý hrál tak vášnivě, že přetrhl tři ze čtyř strun, přesto dokázal koncert dohrát na nejnižší struně G. Podle jiné varianty tohoto příběhu mu je někdo před koncertem úmyslně nařízl. Další z variant tohoto příběhu je, že si exhibicionistický Paganini své struny poškodil sám, aby předvedl svou genialitu při hře na housle.
Jeho milostná aféra s kněžnou Elisou Bonaparte se stala námětem populární operety Paganini od Franze Lehára, poprvé uvedené 30. října 1925 ve Vídni.
Kvůli svému neobvyklému vzezření (částečně zapříčiněnému Marfanovým syndromem) a kvůli naprosto neobyčejným schopnostem hry na housle byl mnohými lidmi obviňován ze spolčení s ďáblem. Po smrti mu byl dokonce z tohoto důvodu odepřen pohřeb na hřbitově; jeho tělo bylo řádně pohřbeno až 36 let po smrti.

## Hudební činnost

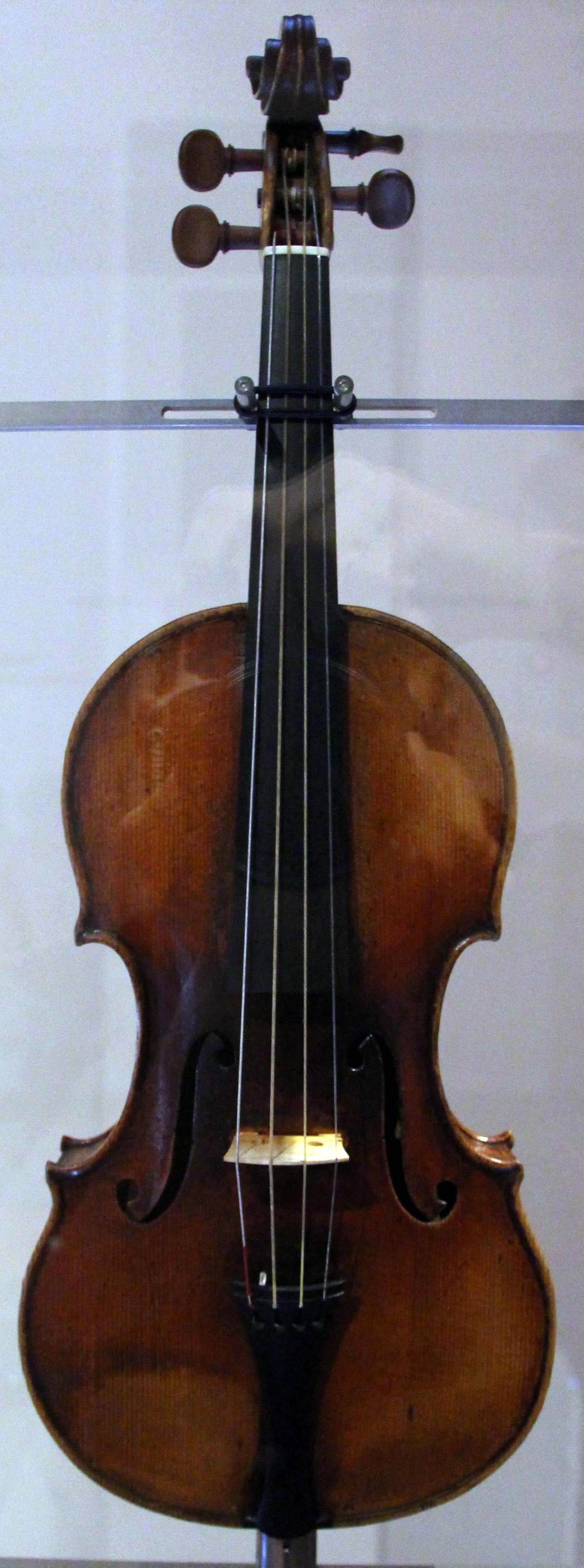
Housle Kanon od Guarneriho, na které hrál Paganini

Paganini koncertoval s úchvatnou bravurou, s lehkostí zvládal i extrémně rychlá tempa a používal v té době ne zcela obvyklé techniky:
- hra výhradně na struně G
- kombinace pizzicata levou rukou a hraní smyčcem
- použití skordatury
- mimořádně rychlé staccato
- dvojité flažolety

Paganini zanechal dílo čítající přes dvacet skladeb. Mnoho skladeb není dochovaných, řadu z nich Paganini sám zničil. Většina děl zůstala v rukopise až do roku 1851, protože Paganini během života povolil vydání pouze pěti opusů. Jeho práce zahrnuje 24 Capriccií op. 1, dvě šestice sonát pro housle a kytaru (op. 2 a op. 3), tři kvartety pro housle violu, kytaru a violoncello, Moto perpetuo, celkem šest houslových koncertů, zejména Houslový koncert č. 1 h moll op. 2 a Houslový koncert č. 2 D dur op. 6. Paganiniho oblíbenou formou byly variace, příkladem je Rej čarodějnic op. 8, variace na anglickou hymnu God Save the King op. 9, dále lze uvést Fantazii Mojžíš, Benátský karneval nebo Nel cor più non mi sento. Jeho 24 capricií je tak obtížných, že houslisté je dokázali zahrát až 50 let po jeho smrti.
Niccolo Paganini hrál na nástroj Giuseppe Guarneriho del Gesu nazvané „Kanón“ z roku 1743. V Livornu mu housle před koncertem zapůjčil uměnímilovný kupec Livron, jenž byl Paganiniho hrou ohromen natolik, že mu je po koncertě daroval. Paganini vlastnil sbírku dalších cenných nástrojů věhlasných mistrů z dílny Niccola Amatiho a Antonia Stradivariho.

## Vyznamenání
- Řád zlaté ostruhy (1827)